# 西村京太郎記念館
座標: 北緯35度8分26.62秒 東経139度5分28.89秒 / 北緯35.1407278度 東経139.0913583度
西村京太郎記念館（にしむらきょうたろうきねんかん）は推理作家・西村京太郎にかかわる資料などを展示している博物館。所在地は神奈川県足柄下郡湯河原町宮上42-29。2001年、西村が病気を患い、湯河原町に移住したことを機に、自宅隣に開館した施設である。
しかし、2021年1月の新型コロナウイルス流布による緊急事態宣言後に休業を発表。緊急事態宣言が解除された2022年以降も休業が続いている。

## 展示室
展示室には、西村の生原稿やコレクション、鉄道模型パノラマがある。鉄道模型は800系新幹線・700系新幹線・ゆふいんの森のキハ72系などが走っており、周りのジオラマでは殺人事件が起こるなどの趣向を凝らしている。このジオラマの製作は東京の鉄道模型専門店天賞堂が行った。

## その他
西村は記念館に設置するためグリーン車のシートを多数購入したが、リクライニングには床の工事が必要だと判明し返品したという。
2階にあるショップでは西村の直筆サイン入りの本を販売している。西村は存命時、不在の場合を除き、毎週日曜日に記念館を訪れてサイン会を行っていた。